# Warren (Ohio)
Warren je město ve Spojených státech amerických. Nachází se v okrese Trumbull County, jehož je zároveň správním městem, ve státě Ohio. Ve městě žije přibližně 39 tisíc obyvatel a jeho rozloha činí 41,8 km². Leží na řece Mahoning 23 kilometrů severozápadně od Youngstownu a 90 kilometrů jihovýchodně od Clevelandu v oblasti Severovýchodního Ohia v nadmořské výšce asi 270 m n. m. 
Založeno bylo v roce 1798 osadníkem Ephraimem Quinbym. Quinby město pojmenoval po místním zeměměřiči Mosesi Warrenovi. V roce 1801 se město stalo správním městem okresu Trumbull. V roce 1833 ve městě žilo přibližně 600 obyvatel. V roce 2010 tvořili 68 % obyvatel běloši a 28 % Afroameričané. 

## Rodáci
- Dave Grohl (* 1969) – americký bubeník a zpěvák
- Ronald Anthony Parise (1951–2008) – americký astronaut
- Earl Derr Biggers (1884–1933) – americký spisovatel detektivních románů
- Roger Ailes (1940–2017) – americký podnikatel, ředitel televize